# Марсиунилиу-Соза
Марсиунилиу-Соза (порт. Marcionílio Souza)  —  муниципалитет в Бразилии, входит в штат Баия. Составная часть мезорегиона Юго-центральная часть штата Баия. Входит в экономико-статистический микрорегион Жекие. Население составляет 8670 человек на 2006 год. Занимает площадь 1162,138 км². Плотность населения — 7,5 чел./км².

## Статистика
- Валовой внутренний продукт на 2003 год составляет 25 496 474,00 реалов (данные: Бразильский институт географии и статистики).
- Валовой внутренний продукт на душу населения на 2003 год составляет 2645,69 реалов (данные: Бразильский институт географии и статистики).
- Индекс развития человеческого потенциала на 2000 год составляет 0,600 (данные: Программа развития ООН).